# Paratettix hancockus
Paratettix hancockus är en insektsart som beskrevs av Shishodia och Varshney 1987. Paratettix hancockus ingår i släktet Paratettix och familjen torngräshoppor. Inga underarter finns listade i Catalogue of Life.